# بیمارستان نظام مافی شوش
بیمارستان نظام مافی واقع در استان خوزستان، شهرستان شوش بیمارستانی است درمانی و وابسته به دانشگاه علوم پزشکی جندی‌شاپور اهواز با ۱۰۰ تخت ثابت که در سال ۱۳۵۵ خورشیدی تأسیس گردید.

هم اکنون این بیمارستان دارای بخش‌های داخلی، اطفال، جراحی زنان و زایمان، اتاق عمل، پست پارتوم، زایمان، اورژانس، لیبر و دیگر واحدهای پاراکلینیکی و درمانگاهی می‌باشد.